# Dom gminny Posady Olchowskiej w Sanoku
Dom gminny Posady Olchowskiej – budynek w Sanoku.
Został wybudowany od 1905 do 1907 i od tego czasu mieścił władze ówczesnej gminy Posada Olchowska (przyłączonej do Sanoka w 1931 i obecnie stanowiącej dzielnicę miasta). Budynek poświęcił ks. proboszcz Bronisław Stasicki. Budynek pierwotnie był pod numerem 158.
Inicjatywa powstania obiektu wyszła od naczelnika Macieja Kluski, który zdecydował o stworzeniu centrum scalającego wszystkie urzędy gminne. Budowę rozpoczęto w 1905, a ukończono we wrześniu 1907 roku. Cechą wyróżniającą jest wysoka eklektyczna, neobarokowa wieżyczka, w zamierzeniu Juliusza Padlewskiego mieszcząca dzwon i zegar.
Od początku w budynku umieszczono działalność Kółka Rolniczego i kantoru Kasy Raiffeisena. Działały tam też Towarzystwo Szkoły Ludowej, Czytelnia Ludowa. W pomieszczeniach parterowych została stworzona kancelaria naczelnika, sala posiedzeń, biuro policji gminnej, areszt, sklep i magazyn. Lokale na piętrze zostały przeznaczone do wynajmu. Przed 1914 działał sklep Wiesiołka. Około 1930 w budynku mieścił się sklep towarów mieszanych (właśc. Jan Kościński) oraz Kasa Stefczyka w Posadzie Olchowskiej, a w połowie lat 30. także Czytelnia Ludowa im. Marszałka Piłsudskiego w Sanoku oraz Objazdowy Urząd Miar. Do wybuchu II wojny światowej w 1939 w obiekcie działała Komenda Obwodu Straży Granicznej „Sanok”, którą już podczas kampanii wrześniowej 9 września 1939 przeniesiono do Sambora.
Po wojnie w budynku swoją siedzibę przez pewien czas miało Państwowe Gimnazjum Przemysłowe (później przeniesione nieopodal, do siedziby przy ulicy Stróżowskiej), a następnie Dom Nauczyciela tejże placówki.
W 2001 w budynku powstała własność wspólnoty mieszkaniowej.
Od 2002 budynek był remontowany. 13 września 2009 na fasadzie frontowej budynku została ustanowiona tablica pamiątkowa. Inskrypcja na tablicy brzmi: „Ku pamięci 100 rocznicy wybudowania Ratusza Gminnego i 80. rocznicy włączenia Gminy Posada Olchowska do miasta Sanoka, dla uczczenia dorobku pokoleń. Wdzięczni mieszkańcy Posady. Sanok, wrzesień 2009 r.”. Uroczystego odsłonięcia tablicy dokonał najstarszy wówczas mieszkaniec dzielnicy Posada, Zbigniew Wolwowicz. Tego samego dnia w budynku został uruchomiony mechanizm odtwarzający zarejestrowaną melodię hymnu Czerkiesów, stanowiący hymn dzielnicy pt. „Sowa na gaju” (wykonywaną przez trębacza Mateusza Wołczańskiego). Utwór jest emitowany trzy razy dziennie.
Budynek został wpisany do gminnego rejestru zabytków miasta Sanoka, opublikowanego w 2015.